# علیرضا نیکبخت نصرآبادی
علیرضا نیکبخت نصرآبادی پژوهشگر و استاد تمام پرستاری و رئیس سابق دانشکده پرستاری و مامایی دانشگاه علوم پزشکی تهران، متولد ۱۳۴۸ در اصفهان و ساکن تهران می‌باشد.

## سوابق تحصیلی
نصرآبادی کارشناسی خود را در سال ۱۳۶۹ از دانشگاه علوم پزشکی تهران گرفت. در سال ۱۳۷۳ از پایان‌نامه کارشناسی ارشد خود تحت راهنمایی دکتر حسن عشایری دفاع کرد و در سال ۱۳۸۱ مدرک پی اچ دی خود را از دانشگاه علوم پزشکی تبریز اخذ کرد. نصرآبادی در سال ۱۳۹۱ به درجه استاد تمامی نائل آمد، نصرآبادی چهارمین پرستار در ایران است که به درجه استاد تمامی رسیده‌است.

## تجارب علمی
نیکبخت نصرآبادی در ۳۵ طرح تحقیقاتی حضور داشته‌است و همچنین بیش از ۶۰ پایان‌نامه دانشجویی در مقاطع دکترای تخصصی و کارشناسی ارشد تحت نظارت یا راهنمایی‌اش نوشته شده‌است. او تا کنون در حدود ۲۰ کتاب و بیش از ۱۲۰ مقاله علمی انگلیسی و فارسی تألیف کرده‌است.

### کارگاه‌ها
- کارگاه بین‌المللی چالش‌ها و رویکردهای تحقیقات کیفی، دانشگاه علوم پزشکی تهران (۵ آبان ۱۳۹۰)
- کارگاه ابزارسازی با تأکید بر ابزارهای پژوهشی، فروردین ۱۳۸۹- (دانشکده پرستاری و مامایی دانشگاه علوم پزشکی تهران)
- دومین گردهمایی علمی انجمن سردبیران نشریات علوم پزشکی ایران - اصفهان (اردیبهشت ۱۳۸۹).
- مدرس کارگاه آموزش به بیمار، (دانشگاه علوم پزشکی کردستان، خردادماه ۱۳۸۸).
- عضو کمیته علمی و مدرس کارگاه اخلاق حرفه‌ای و حقوق بیمار، (مرکز اخلاق دانشگاه علوم پزشکی تهران و معاونت سلامت دانشگاه، ۱۳۸۷).
- گذراندن کارگاه بین‌المللی Patient safty solustions،(برگزارکننده(ICN)، ترکیه، آنتالیا، ۱۲ اکتبر ۲۰۰۸).
- مدیر و مدرس کارگاه مقدماتی فنومنولوژی، در اولین کنگره ملی تحقیقات کیفی در علوم سلامتی، (۱۱–۱۲اسفند ۱۳۸۶، تهران).
- مدرس کارگاه شیمی درمانی، نوزدهمین کنگره بین‌المللی آسیا-اقیانوسیه(APCC-2007تهران، ۲۴–۲۵ آبان ۱۳۸۶).
- مدیر و مدرس کارگاه مقدماتی روش‌شناسی تحقیقات کیفی در علوم پزشکی، مرکز تحقیقات هماتولوژی-انکولوژی و مغز استخوان، ۱۳۸۵.
- گذراندن کارگاه تخصصی گزارش‌نویسی آکادمیک، گروه اعزامی سازمان بهداشت جهانی (WHO)، (دانشگاه علوم پزشکی تهران، ۱۳۸۲).

## جوایز علمی و افتخارات
- رتبه اول آزمون سراسری دکترای پرستاری- ۱۳۷۶
- دانشجوی نمونه کشوری (نفر اول مقطع Ph.D) در سال تحصیلی، ۷۹–۸۰
- پژوهشگر برجسته چهاردهمین جشنواره تحقیقاتی علوم پزشکی رازی، دسامبر ۲۰۰۸[۴]
- پژوهشگر برجسته، ششمین جشنواره ملی تحقیقات و فناوری، دسامبر سال ۲۰۰۸
- رتبه اول شاخص H در دانشکده پرستاری و مامایی تهران، ۲۰۱۲

## سمت‌های اجرایی
نصرآبادی بین سال های ۱۳۹۶ تا ۱۴۰۲ رئیس دانشکده پرستاری و مامایی تهران بود. وی دارای سوابق معاونت بین‌الملل ، معاونت پژوهشی و مدیر تحصیلات تکمیلی دانشکده پرستاری و مامایی تهران و همچنین مدیر تحصیلات تکمیلی پژوهشکده بازتوانی عصبی و دبیر شیکه ملی تحقیقات ضایعات نخاعی ایران می‌باشد. همچنین از اعضای کمیته تدوین برنامه کارشناسی ارشد پرستاری طب سنتی و مدیر مسئول مجله پژوهش پرستاری ایران (فصلنامه علمی پژوهشی انجمن علمی پرستاری ایران) است. و عضو هیئت تحریریه ۱۶ مجله علمی-پژوهشی از جمله نشریه آموزش پرستاری می‌باشد.